# Броніслав Абель
Броніслав Абель (1892, Чернівці — 1 вересня 1960, м. Відень, Австрія) — австрійський та український військовий діяч, сотник, начальник штабу 11-тої Стрийської бригади УГА.

## Життєпис
Народився у місті Чернівці. 
Служив в армії Австро-Угорщини, обер-лейтенант 22-го стрілецького полку. 

### В Українській Галицькій Армії
В УГА з кінця листопада 1918 року. Короткий період командир 4-го Гуцульського куреня 36-го полку УГА ім. гетьмана Івана Мазепи. Даний курінь складався з трьох піхотних сотень та одної скорострільної сотні з 5-6 скорострілами. Чисельність 400 стрільців.  
На початку 1919 сотник, командир куреня бойової групи "Хирів". Згодом начальник штабу 11-ї Стрийської бригади, приєднаної пізніше до 3-ї Залізної стрілецької дивізії Армії УНР. 
1920 році перебував у польському таборі для військовополонених у Тухолі, Помор'я, звідки втік 14 серпня того ж року до Відня. 
Після війни проживав у Австрії та працював на державній службі. Брав участь у діяльності галицьких ветеранських організацій. 1 листопада 1928 року брав участь у відкритті в столиці Австрії меморіальної дошки на честь 10-річчя Листопадового зриву. З цієї ж нагоди був нагороджений пам'ятною медаллю УГА.
Помер у 1960 році, похований на Центральному кладовищі Відня. 